# جيمس ليجروس
جيمس ليجروس (بالإنجليزية:James LeGros) من مواليد 17 أبريل 1962 ، ممثل أمريكي وشارك في عدة أفلام .

## أعماله

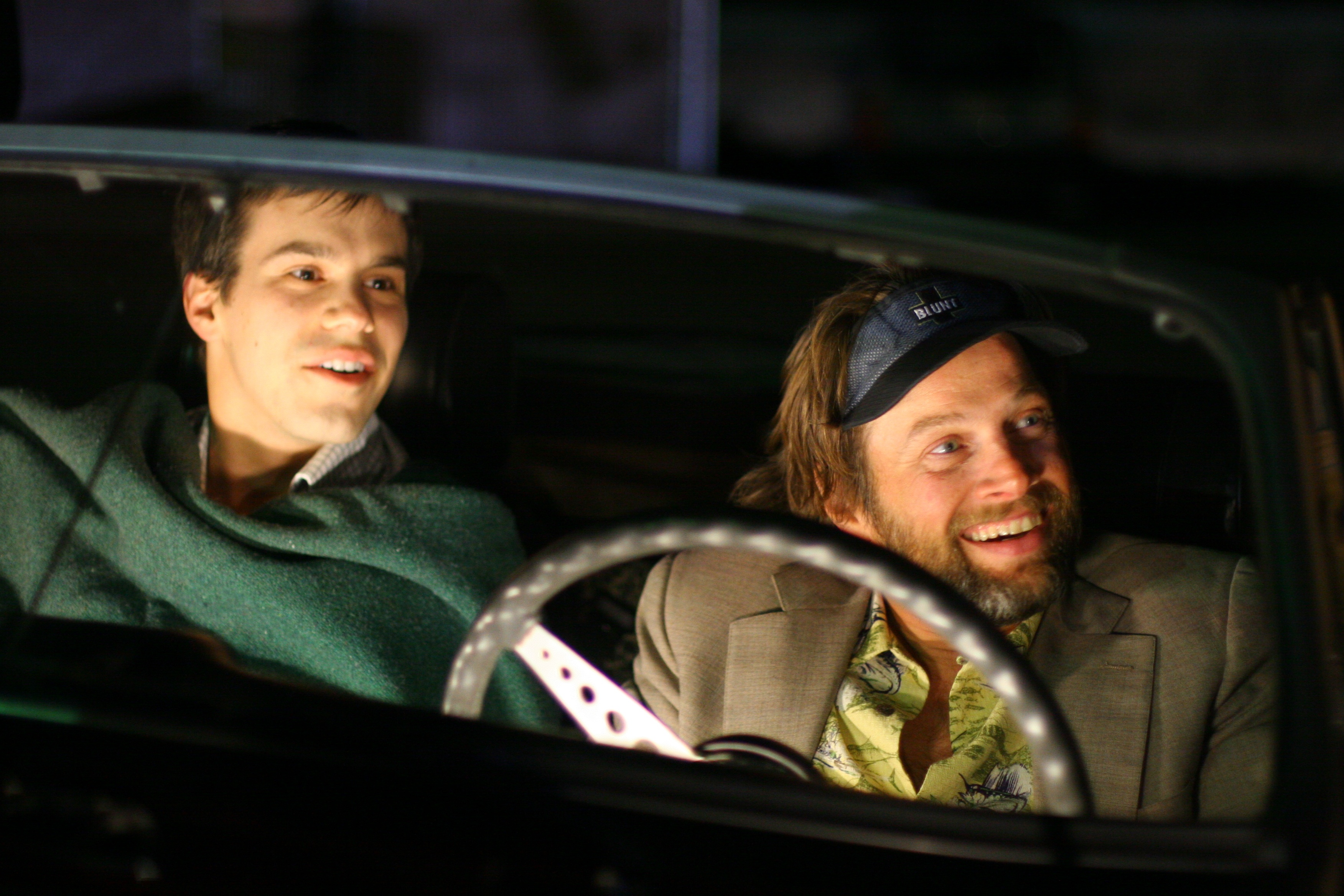
Michael Shulman and James LeGros on the set of Sherman's Way

| - Solarbabies (1986) - Real Men (1987) - Near Dark (1987) - Fatal Beauty (1987) - *batteries not included (1987) - فانتازم II (1988) - Drugstore Cowboy (1989) - ولد في الرابع من يوليو (فيلم) (1989) - نقطة فاصلة (1991) - The Rapture ‏ (1991) - Singles (1992) - لأين يأخذك اليوم (1992) - Guncrazy (1992) - Leather Jackets ‏ (1992) - Bad Girls ‏ (1994) | - Floundering (1994) - Mrs. Parker and the Vicious Circle (1994) - Safe (1995) - عيش في النسيان (1995) - Panther (1995) - The Low Life (1995) - Wishful Thinking (1997) - Pronto (1997) - Infinity (1996) - The Myth of Fingerprints (1997) - مختل (1998) - L.A. Without a Map (1998) - Thursday (1998) - Enemy of the State ‏ (1998) - Jump (1999) | - Scotland, PA (2001) - جميلة ومذهلة (2001) - November (2004) - قبض ذلك الولد (2004) - Sexual Life (2005) - Trust the Man (2005) - The Last Winter (2006) - زودياك (فيلم) (2007) - نقطة أفضلية (فيلم) (2008) - Sherman's Way (2008) - Visioneers (2008) - Welcome to Academia (2009) - القانون والنظام: الوحدة الخاصة للضحايا (2010) - Mildred Pierce ‏ (2011) - Justified (2011-12) - غريز أناتومي (2012) - هاوس (مسلسل) (2012) - فتيات (2012) - بعض النساء (2016) |

## وصلات خارجية
- جيمس ليجروس على موقع IMDb (الإنجليزية)
- جيمس ليجروس على موقع ألو سيني (الفرنسية)
- جيمس ليجروس على موقع أول موفي (الإنجليزية)
- جيمس ليجروس على موقع قاعدة بيانات الأفلام السويدية (السويدية)
- جيمس ليجروس على موقع إن إن دي بي (الإنجليزية)
- جيمس ليجروس على موقع قاعدة بيانات الفيلم (الإنجليزية)